# Иля Рабинович
Иля Рабинович (на руски: Илья Леонтьевич Рабинович) е руски шахматист, международен майстор от 1912 г. Изявява се също като шахматен теоретик, литератор и журналист. По професия е математик. Умира по време на Втората световна война от недохранване.
Рабинович започва шахматната си кариера с участия във всеруските турнири за любители. Той поделя първата позиция на такъв турнир през 1911 г. Участва на проведената през 1920 г. Всеруска шахматна олимпиада, където заема 4 м. с 9,5/15 т. Става първия съветски шахматист, участник на международен турнир – Баден-Баден (1925, 7 м.). Участва на девет първенства на Съветския съюз, като през 1934 г. става шампион заедно с Григорий Левенфиш.

## Турнирни резултати
- 1914 – Манхайм (1 м., главен турнир)
- 1920 – Петроград (1 м., 1-ви шампионат на града)
- 1922 – Петроград (2 м., 2-ри шампионат на града)
- 1924 – Ленинград (2 м., 3-ти шампионат на града)
- 1925 – Ленинград (1 – 4 м., 4-ти шампионат на града)
- 1926 – Ленинград (2 – 3 м., 5-и шампионат на града)
- 1928 – Ленинград (1 м., 6-и шампионат на града)
- 1934 – Ленинград (1 м., Турнир на ленинградските майстори)
- 1937 – Ленинград (3 м., международен турнир)
- 1940 – Ленинград (1 м., 15-и шампионат на града)